# Balslev Sogn
Balslev Sogn er et sogn i Middelfart Provsti (Fyens Stift).
I 1800-tallet var Ejby Sogn anneks til Balslev Sogn. Begge sogne hørte til Vends Herred i Odense Amt. Balslev-Ejby sognekommune blev ved kommunalreformen i 1970 indlemmet i Ejby Kommune, som ved strukturreformen i 2007 indgik i Middelfart Kommune.
I Balslev Sogn ligger Balslev Kirke.
I sognet findes følgende autoriserede stednavne:
- Balslev (bebyggelse, ejerlav)
- Limose (bebyggelse)
- Mosegård (bebyggelse, ejerlav)